# Línea 16 (EMT Madrid)
La línea 16 de la EMT de Madrid une la estación de Moncloa con la avenida de Pío XII (Chamartín).

## Características
La línea comparte recorrido con la línea 61 en el tramo que discurre por el corazón de barrios de Chamberí.
El 15 de agosto de 1959 se modificaron las comunicaciones que afectaban a la zona norte de Madrid, Chamartín. Por lo que respecta a esta línea 16, que en esa época hacía el recorrido Moncloa - Plaza de la República Argentina, parte de sus coches prolongaron su recorrido por Doctor Arce, General Mola (actual Príncipe de Vergara) y Av. Pio XII (Chamartín)
Anteriormente la línea 16 se denominaba Moncloa - Chamartín. Sin embargo, la confusión que daba la cabecera con la estación de tren, a la que no llega, motivó el cambio por Avenida de Pío XII.

### Frecuencias
| Lunes a viernes laborables |               |
| De 6:00 a 8:00             | 10-15 minutos |
| De 8:00 a 20:00            | 9-12 minutos  |
| De 20:00 a 23:00           | 11-20 minutos |
| Sábados laborables         |               |
| De 6:00 a 11:00            | 20-30 minutos |
| De 11:00 a 21:00           | 16-21 minutos |
| De 21:00 a 23:00           | 19-27 minutos |
| Domingos y festivos        |               |
| De 7:00 a 11:00            | 20-30 minutos |
| De 11:00 a 20:00           | 19-20 minutos |
| De 20:00 a 23:00           | 19-26 minutos |

## Recorrido y paradas

### Sentido Pío XII
La línea inicia su recorrido en la calle Fernando El Católico esquina Arcipreste de Hita, próxima a la estación de Moncloa. Desde aquí gira por la Arcipreste de Hita a la derecha y en la siguiente intersección de nuevo a la derecha por la calle Fernández de los Ríos.
La línea recorre entera esta calle y continúa por la calle Feijóo tras cruzarse con la calle de Bravo Murillo. Al entrar por la calle Feijóo gira a la derecha en la primera intersección y se incorpora a la calle Cardenal Cisneros, por la que sale a la calle Eloy Gonzalo girando a la izquierda.
Recorre la calle Eloy Gonzalo hasta llegar a la Glorieta del Pintor Sorolla, donde continúa de frente bajando por el Paseo del General Martínez Campos, que recorre en su totalidad llegar a la glorieta de Emilio Castelar, donde se incorpora al Paseo de la Castellana en dirección norte.
Poco después, la línea gira a la derecha por la calle María de Molina para girar poco después a la izquierda por la calle López de Hoyos, que recorre hasta la intersección con la calle Velázquez, donde gira a la izquierda para reincorporarse a esta calle llegando hasta el final de la misma.
Al final de la calle Velázquez, la línea sigue su recorrido por la Avenida del Doctor Arce hasta llegar a la Plaza de Cataluña, donde se incorpora girando a la izquierda a la calle Príncipe de Vergara.
Continúa por esta calle hasta el final de la misma, y sigue por la Avenida de Pío XII, prolongación natural de Príncipe de Vergara, llegando hasta el final de dicha avenida, donde tiene su cabecera junto a la línea 14 en la esquina con la calle Marqués de Torroja.
| Código | Parada                                   | Común con   | Conexiones con Metro | Otros |
| ------ | ---------------------------------------- | ----------- | -------------------- | ----- |
| 543    | MONCLOA (C/ Fernando el Católico, 86-88) | 61          | Moncloa              |       |
| 520    | Fernández de los Ríos-Hilarión Eslava    | 61          |                      |       |
| 521    | Guzmán el Bueno-Fernández de los Ríos    | 61          |                      |       |
| 522    | Galileo                                  | 61          |                      |       |
| 523    | Arapiles                                 | 61          |                      |       |
| 524    | Eloy Gonzalo                             | 61          |                      |       |
| 525    | Iglesia                                  | 61          | Iglesia              |       |
| 527    | Martínez Campos                          | 5 61        |                      |       |
| 1894   | Museo Sorolla                            | 5 61        |                      |       |
| 529    | Miguel Ángel                             | 7 40 61 147 |                      |       |
| 58     | Emilio Castelar                          | 7 40 147    |                      |       |
| 532    | Serrano-María de Molina                  | 12          |                      |       |
| 534    | López de Hoyos-Velázquez                 |             |                      |       |
| 430    | Velázquez-López de Hoyos                 | 19 51       |                      |       |
| 431    | Velázquez-Joaquín Costa                  | 19 51       | República Argentina  |       |
| 432    | Velázquez-Rodríguez Marín                | 19 51       |                      |       |
| 418    | Doctor Arce                              | 19 51       |                      |       |
| 416    | Santa Gema                               | 7 19 51     |                      |       |
| 414    | Plaza de Cataluña                        | 29 52       | Concha Espina        |       |
| 517    | Concha Espina                            | 29          | Concha Espina        |       |
| 515    | Príncipe de Vergara-Serrano              | 29          |                      |       |
| 4849   | Ecuador                                  | 7 29 51     |                      |       |
| 1124   | Colombia                                 | 7 29 51     | Colombia             |       |
| 4832   | República Dominicana                     | 29 51       |                      |       |
| 112    | Plaza del Perú                           | 29 150      |                      |       |
| 115    | Pío XII-Centro Comercial                 | 29 150      | Pío XII              |       |
| 117    | Pío XII-Comandante Franco                | 29 150      |                      |       |
| 119    | Nunciatura                               | 150         |                      |       |
| 3629   | Pío XII-La Paloma                        | 150         |                      |       |
| 1728   | PÍO XII                                  | 14          |                      |       |

### Sentido Moncloa
La línea inicia su recorrido en la Avenida de Pío XII esquina Marqués de Torroja, con un itinerario igual al de la ida pero en sentido contrario hasta llegar a la Avenida del Doctor Arce, donde, en lugar de girar por la calle Velázquez, baja por la avenida hasta la Plaza de la República Argentina saliendo de la misma por la calle Serrano.
Así, la línea continúa su recorrido por la calle Serrano hasta la intersección con General Oráa, donde gira a la derecha para bajar por esta calle hasta la Glorieta de Emilio Castelar.
Pasando la glorieta, la línea sale por el Paseo del General Martínez Campos, que recorre entero hasta llegar a la Glorieta del Pintor Sorolla, donde sigue de frente por la calle Eloy Gonzalo hasta la Glorieta de Quevedo.
Desde dicha glorieta sale por la calle Arapiles, girando enseguida a la derecha por la calle Magallanes e inmediatamente a la izquierda por la calle Fernando el Católico, que recorre entera hasta llegar a su cabecera, al final de la misma.
| Código | Parada                                   | Común con | Conexiones con Metro | Otros |
| ------ | ---------------------------------------- | --------- | -------------------- | ----- |
| 1728   | PÍO XII                                  | 14        |                      |       |
| 118    | Nunciatura                               | 150       |                      |       |
| 116    | Pío XII-Comandante Franco                | 29 150    |                      |       |
| 114    | Pío XII-Centro Comercial                 | 29 150    | Pío XII              |       |
| 111    | Plaza del Perú                           | 29 150    |                      |       |
| 4831   | República Dominicana                     | 29 51     |                      |       |
| 440    | Colombia                                 | 7 29 51   | Colombia             |       |
| 4850   | Ecuador                                  | 7 29 51   |                      |       |
| 514    | Príncipe de Vergara-Serrano              | 7 29      |                      |       |
| 516    | Concha Espina                            | 7 29      | Concha Espina        |       |
| 415    | Plaza de Cataluña                        | 29 52     | Concha Espina        |       |
| 417    | Santa Gema                               | 19        |                      |       |
| 536    | Doctor Arce                              | 19        |                      |       |
| 443    | República Argentina                      | 19 51     | República Argentina  |       |
| 444    | Ramiro de Maeztu                         | 19 51     |                      |       |
| 445    | Residencia de Estudiantes                | 19 51     |                      |       |
| 446    | Serrano-María de Molina                  | 9 19 51   |                      |       |
| 447    | Serrano-Diego de León                    | 9 19 51   |                      |       |
| 537    | General Oráa-Emilio Castelar             | 61        |                      |       |
| 530    | Emilio Castelar                          | 5 61      |                      |       |
| 1893   | Museo Sorolla                            | 5 61      |                      |       |
| 528    | Martínez Campos                          | 5 61      |                      |       |
| 1895   | Iglesia-Alonso Cano                      | 5 61      | Iglesia              |       |
| 526    | Iglesia                                  | 61        | Iglesia              |       |
| 538    | Quevedo                                  | 3 61      | Quevedo              |       |
| 540    | Arapiles                                 | 61        |                      |       |
| 541    | Mercado Vallehermoso                     | 61        |                      |       |
| 542    | Guzmán el Bueno-Fernando El Católico     | 61        |                      |       |
| 543    | MONCLOA (C/ Fernando el Católico, 86-88) | 61        | Moncloa              |       |

## Galería de imágenes

Mapa de la zona de Iglesia con los accesos al Metro y los recorridos de los autobuses de la EMT que pasan por ella.